# Étienne Bonnes
Étienne Bonnes (16 de setembro de 1894 — 20 de fevereiro de 1941) foi um jogador de rugby union francês, medalhista olímpico.

## Carreira
Durante a sua carreira desportiva, esteve associado ao clube RC Narbonne. Ele integrou a equipe da Seleção da França que conquistou a medalha de prata nos Jogos Olímpicos de Verão de 1924 em Paris. Ele jogou as duas partidas da competição, nas quais os franceses derrotaram a Romênia por 61–3 no Stade de Colombes em 4 de maio, e duas semanas depois perderam para os EUA por 3–17.